# Kollerita
La kollerita és un mineral de la classe dels òxids. Rep el nom en honor de Gábor Koller (n. 1975), una figura destacada de la comunitat de recollida de minerals hongaresa des de 1995. Ha trobat més de 30 espècies minerals noves mai abans trobades al seu país, sent també el descobridor de la rudabanyaïta.

## Característiques
La kollerita és un sulfit de fórmula química (NH₄)₂Fe3+(SO₃)₂(OH)·H₂O. Va ser aprovada com a espècie vàlida per l'Associació Mineralògica Internacional l'any 2019, i publicada el 2021. Cristal·litza en el sistema ortoròmbic.
Les mostres que van servir per a determinar l'espècie, el que es coneix com a material tipus, es troben conservades a les col·leccions mineralògiques del Museu Herman Ottó, (Hongria), amb el número de catàleg: 2018.201, i al museu d'història natural hongarès, a Budapest (Hongria), amb el número de catàleg: gyn/3591.

## Formació i jaciments
Va ser descoberta a Pécs-Vasas, una localitat del districte de Pécs (Comtat de Baranya, Hongria), on es troba en forma de cristalls llargs prismàtics, llistons o esprais de fins a 0,7 mm. Aquest indret és l'únic a tot el planeta on ha estat descrita aquesta espècie mineral.